# Antonín Lebl
Antonín Lebl (2. března 1901 – ) byl český meziválečný fotbalista, útočník.

## Fotbalová kariéra
V československé lize hrál v letech 1925-1926 za Nuselský SK. Nastoupil v 9 ligových utkáních a dal 1 gól.

## Ligová bilance
| Ročník                        | Zápasy | Góly | Klub        |
| ----------------------------- | ------ | ---- | ----------- |
| Asociační liga 1925           | 7      | 0    | Nuselský SK |
| Středočeská 1. liga 1925/1926 | 2      | 1    | Nuselský SK |
| CELKEM                        | 9      | 1    |             |